# I.S.S.
I.S.S. es una película estadounidense de suspense y ciencia ficción de 2023 dirigida por Gabriela Cowperthwaite y escrita por Nick Shafir. La película está protagonizada por Ariana DeBose, Chris Messina, John Gallagher Jr., Maria Mashkova, Costa Ronin y Pilou Asbæk.
I.S.S. tuvo su estreno mundial en el Festival de Tribeca el 12 de junio de 2023 y se estrenó en cines el 19 de enero de 2024 en Estados Unidos.

## Sinopsis
La película se centra en un grupo de astronautas y cosmonautas que viven a bordo de la Estación Espacial Internacional. Las tensiones surgen cuando estalla un conflicto mundial en la Tierra. Aturdidos por esto, los astronautas reciben órdenes desde tierra: tomar el control de la estación por cualquier medio necesario.

## Reparto
- Ariana DeBose como la Dra. Kira Foster
- Chris Messina como Gordon Barrett
- Pilou Asbaek como Alexey Pulov
- John Gallagher Jr. como Christian
- Costa Ronin como Nicholai
- María Mashkova como Weronika

## Producción
En diciembre de 2020, el guion ISS de Nick Shafir se incluyó en la "Lista negra" de ese año de guiones no producidos más apreciados. En enero de 2021, se anunció que LD Entertainment había dado luz verde para la producción de la película con la dirección de Cowperthwaite. Se informó que Chris Messina y Pilou Asbæk protagonizarían la película. En febrero, se informó que Ariana DeBose también se había unido al elenco.
I.S.S. comenzó a filmar en Screen Gems Studios en Wilmington, Carolina del Norte, en febrero de 2021.

## Estreno
En agosto de 2023, Bleecker Street adquirió los derechos de distribución en Estados Unidos. La película se estrenó en cines el 19 de enero de 2024.